# 钱塘江海塘海盐敕海庙段和海宁段
钱塘江海塘海盐敕海庙段和海宁段，位于中华人民共和国浙江省嘉兴市，是全国重点文物保护单位之一，分为海盐敕海庙段和海宁段。
2017年1月19日，海塘海宁段被列入第七批浙江省文物保护单位。2019年10月16日，钱塘江海塘海盐敕海庙段和海宁段列入国务院正式公布的第八批全国重点文物保护单位名单。